# ستيف جونسون (لاعب كرة قدم)
ستيف جونسون (بالإنجليزية: Steve Johnson)‏ (23 يونيو 1957 بليفربول في المملكة المتحدة - ) هو لاعب كرة قدم بريطاني في مركز الهجوم. لعب مع سكونثورب يونايتد ونادي بانغور سيتي ونادي بريستول سيتي ونادي بوري ونادي روتشديل ونادي كورك سيتي ونادي يميريك وويغان أتلتيك ونادي تشستر سيتي ونادي رادكليف ‏ ونورثويتش فيكتوريا ونادي ألترينتشام وRochdale Town F.C. ‏ وHaslingden F.C. ‏ وHusqvarna IF ‏ وHusqvarna FF ‏ وكارنارفون تاون ‏.

## وصلات خارجية
- ستيف جونسون على موقع قاعدة بيانات كرة القدم.إي يو (الإنجليزية)